# مالیات لیندال
مفهوم مالیات لیندال نخستین بار در سال ۱۹۱۹ توسط اریک لیندال، اقتصاددان سوئیسی، به عنوان راه حلی برای مشخص کردن مقدار هزینه بهینه روی کالای عمومی و نحوه توزیع بار مالیاتی دولت آن مطرح شد.
در مالیات لیندال هر فرد مالیاتی برابر با مطلوبیت حاشیه‌ای که از مصرف کالای عمومی کسب می‌کند، می‌پردازد. در این مالیات مجموع قیمت‌هایی که برای هر واحد از کالای عمومی توسط افراد پرداخت می‌شود با هزینه حاشیه‌ای کالای عمومی برابر است. برای این منظور برای هر فرد بازار مختص خود آن فرد تعریف می‌شود. با تعریف بازارهای شخصی، افراد با داده شده فرض کردن قیمت بازار شخصیشان، میزان مصرف بهینه خود از کالای عمومی را مشخص می‌کنند. ایده مالیات لیندال به صورت کلی بر اساس قیمت‌های شخصی (personalized prices) برای کالای عمومی بنا نهاده شده‌است.
مالیات لیندال هم به توانایی افراد در پرداخت مالیات برای کالاهای عمومی توجه می‌کند و هم به میزان نفعی که وی از مصرف کالای عمومی نصیبش می‌شود. توجه به توان مالی پرداخت از این جهت است که مقادیر مالیات پرداختی برای هر فرد متفاوت است و با افزایش درآمد افزایش می‌یابد. از طرفی، چون هر مالیات‌دهنده، مالیاتی برابر با میزان مطلوبیت حاشیه‌ای ناشی از مصرف کالای عمومی می‌پردازد، می‌توان گفت مالیات لیندال به میزان منفعت افراد از کالای عمومی توجه می‌کند.

## تعادل لیندال
تعادل لیندال وضعیتی است که در آن مالیات لیندال از افراد دریافت می‌شود. در حالت کلی میزان بهینه پارتوی کالای عمومی با برابر شدن مجموع تمایل به پرداخت افراد برای یک واحد کالای بیشتر، با هزینه حاشیه‌ای تولید کالای عمومی تعیین می‌شود. در تعادل لیندال قیمتی که هر فرد برای کسب هر واحد کالای عمومی می‌پردازد دقیقاً برابر با مطلوبیت حاشیه‌ای است که از مصرف آن به دست می‌آورد. پس شرایط حاکم بر تعادل لیندال دقیقاً مانند شرایط حاکم بر تعادل والراسی است و چون تعادل والراسی بهینه پارتو است، می‌توان نتیجه گرفت که تعادل لیندال هم بهینه پارتو است. تنها تفاوتی که تعادل لیندال با تعادل والراسی دارد این است که، در این تعادل برای هر فرد قیمت مشخصی به دست می‌آید ولی در تعادل والراسی یک قیمت برای همه مشخص می‌شود.

## انتقادات
چنانچه گفته شد، در تعادل لیندال زمانی که افراد با توجه به مطلوبیت نهایی‌شان مایل به پرداخت بابت تدارک کالای عمومی باشند کارایی پرتو نیز برقرار است. با این حال این شرط در دنیای واقعی محقق نمی‌شود، زیرا ایجاب می‌کند که سیاست‌گذار آگاهی کاملی نسبت به توابع تقاضای افراد برای کالای عمومی مورد نظر داشته باشد؛ بنابراین مسئله اطلاعات نامتقارن، در روند مالیات‌ستانی برای تدارک کالاهای عمومی می‌تواند مشکل‌ساز شود.
انتقاد دیگری که به ایده مالیات لیندال وارد است این است که، یکی از شروط اصلی برای کارآمد بودن مالیات لیندال در دنیای واقع، توانایی سیاست‌گذار در محروم کردن بعضی افراد از کالای عمومی است که امری تقریباً غیرممکن است. به همین دلیل افراد مقداری کمتر از میزان واقعی مطلوبیت نهاییشان را اعلام خواهند کرد تا با وجود استفاده از کالای عمومی کمترین مالیات ممکن را بابت آن بپردازند.  در واقع مسئله سواری مجانی(free riding) مسئله‌ای است که سیاست‌گذار با آن مواجه خواهد شد.
حتی اگر فرض کنیم با مکانیزم‌هایی از جمله مکانیزم گرووز-کلارک بتوان به افراد این انگیزه را داد که مطلوبیت نهایی واقعی خود را اعلام کنند، هنوز هم تحقق یکی از فروض اصلی این تعادل دور از انتظار است. برای تعیین میزان مالیات لیندال فرض بر این است که در هر بازاری که برای هر فرد تعریف می‌شود، افراد قیمت پذیر باشند درحالی‌که تقاضاکننده در این بازارها تنها یک نفر است و فرض قیمت پذیر بودن متقاضیان در این شرایط، فرض مناسبی به نظر نمی‌رسد.

## معادلات ریاضی
فرض کنید هر مصرف‌کننده یک بازار مختص خود برای کالای عمومی مورد نظر دارد که قیمت را در آن با Pi نمایش می‌دهیم. هر مصرف‌کننده، در حل مسئله بهینه‌سازی خود، قیمت را داده شده فرض می‌کند، *Pi، به این ترتیب مصرف بهینه خود از کالای عمومی مورد نظر را به دست می‌آورد. میزان کالای عمومی مصرفی با xi نشان داده شده‌است.
{\displaystyle max\,\phi '_{i}(x_{i})-p_{i}^{*}x_{i}}
میزان بهینه کالای عمومی مصرفی برای هر فرد، *xi، به دست می‌آید. در مرحله بعد بنگاه تولیدکننده دربارهٔ میزان تولید تصمیم‌گیری می‌کند:
{\displaystyle max\,\sum _{k=1}^{I}p_{i}^{*}q-c(q)}
در این مرحله هم میزان بهینه کالای عمومی مصرفی، *q، به دست می‌آید.
از دو معادله بالا، و تعادل بازارها (*q*=xi) رابطه زیر به دست می‌آید که همان شرط بهینگی میزان تولید کالای عمومی است:
{\displaystyle \sum _{k=1}^{I}max\,\phi '_{i}(q^{*})\leq c'(q)} (برقراری تساوی در صورتی‌که q*>۰ باشد)